# Троллейбусный проезд (Санкт-Петербург)
Тролле́йбусный проезд — улица в Кировском районе Санкт-Петербурга, идущая от троллейбусного парка № 1 до Ленинского проспекта.

## История
Открыт 1 февраля 1972 года вместе с троллейбусным парком № 4 (с 2011 года № 1).
Название получил 21 октября 2001 года к 65-летию открытия троллейбусного движения в Ленинграде.

## Пересечения
С севера на юг:
- Трамвайный проспект
- Автомобильная улица (проезд под эстакадой)
- Ленинский проспект

## Транспорт
Троллейбусный проезд используется для выхода подвижного состава троллейбусного парка № 1 на маршруты по Ленинскому проспекту, для чего вся длина проезда оборудована троллейбусной контактной сетью, однако остановок транспорта на самом проезде нет.